# Lista de prefeitos da Chapada da Natividade
Esta é a lista de prefeitos e vice-prefeitos do município de Chapada da Natividade, estado brasileiro do Tocantins.
| Nº | Nome                                                            | Imagem                         | Partido                                          | Vice-prefeito                                             | Período do governo (duração do governo)                                     | Observações                                                                         |
| -- | --------------------------------------------------------------- | ------------------------------ | ------------------------------------------------ | --------------------------------------------------------- | --------------------------------------------------------------------------- | ----------------------------------------------------------------------------------- |
| —  | Leomar Quintanilha                                              |                                | Partido Progressista Brasileiro PPB              | —                                                         | 28 de setembro de 1995 até 31 de dezembro de 1996 (1 ano, 3 meses e 3 dias) | Prefeito nomeado responsável por fazer a transição até a primeira eleição municipal |
| 1  | Joaquim Urcino Ferreira (Ponte Alta do Bom Jesus, 11.02.1959–)  |                                | Partido da Social Democracia Brasileira PSDB     | Pedro Ferreira dos Santos (PSDB)                          | 1º de janeiro de 1997 até 31 de dezembro de 2000 (4 anos)                   | Prefeito e vice eleitos em sufrágio universal                                       |
| 2  | Maria Diramar Mota e Silva (Dira) (Porto Nacional, 12.07.1948–) |                                | Partido Popular Socialista PPS                   | José Abbud Neto (PMDB)                                    | 1º de janeiro de 2001 até 31 de dezembro de 2004 (4 anos)                   | Prefeita e vice eleitos em sufrágio universal                                       |
| 2  | Maria Diramar Mota e Silva (Dira) (Porto Nacional, 12.07.1948–) | Partido Progressista PP        | João Nunes Almeida de Carvalho (PTB)             | 1º de janeiro de 2005 até 31 de dezembro de 2008 (4 anos) | Prefeita reeleita e vice eleito em sufrágio universal                       |                                                                                     |
| 3  | Djalma Carneiro Rios (Mundo Novo, 17.08.1966–)                  |                                | Partido do Movimento Democrático Brasileiro PMDB | Eurivaldo Gonçalves de Almeida, Pastorzinho (DEM)         | 1º de janeiro de 2009 até 31 de dezembro de 2012 (4 anos)                   | Prefeito e vice eleitos em sufrágio universal                                       |
| 3  | Djalma Carneiro Rios (Mundo Novo, 17.08.1966–)                  | Partido Social Democrático PSD | Renato Teixeira Rodrigues (PMDB)                 | 1º de janeiro de 2013 até 31 de dezembro de 2016 (4 anos) | Prefeito reeleito e vice eleito em sufrágio universal                       |                                                                                     |
| 4  | Joaquim Urcino Ferreira                                         |                                | Partido da República PR                          | Odilene Pereira Lacerda (PDT)                             | 1º de janeiro de 2017 até 31 de dezembro de 2020 (4 anos)                   | Prefeito e vice eleitos em sufrágio universal                                       |
| 5  | Elio Dionízio de Santana (Natividade, 10.05.1974–)              |                                | Partido Trabalhista Brasileiro PTB               | Noaldo Cerqueira Alves (MDB)                              | 1° de janeiro de 2021 até 31 de dezembro de 2024                            | Prefeito e vice eleitos em sufrágio universal                                       |
| 5  | Elio Dionízio de Santana (Natividade, 10.05.1974–)              | Republicanos REP               | Noaldo Cerqueira Alves (PDT)                     | 1° de janeiro de 2025 até Atualidade                      | Prefeito e vice reeleitos em sufrágio universal                             |                                                                                     |